# السكاكيني (فلم)
السكاكيني فيلم مصري بطولة إلهام شاهين ونور الشريف وفاروق الفيشاوي يحكي قصة مدمنة على المخدرات وهي الممثلة معالي زايد يحبها فاروق الفيشاوي لكن نور الشريف يمنع هذه العلاقة بسبب ماضيها القذر. يتهم نور الشريف بسرقة عهدة الرواتب التي كان ينقلها إلى شركته فيبتدأ جميع من في الحارة بالطمع بالمبلغ ظناً منهم انه قام فعلاً بعملية السرقة. يعترف فاروق الفيشاوي لأخيه بأنه هو وجميل عضو عصابة المخدرات من قاما بالسرقة فيقوم نور الشريف بمساعدة خطيبته الهام شاهين ومع أخيه فاروق الفيشاوي ومعالي زايد بمحاولة القضاظ على عصابة تجار المخدرات والتي من ضمنها جميل.